# The Firstborn Is Dead
Firstborn Is Dead – drugi album zespołu Nick Cave and the Bad Seeds wydany w 1985 roku. Na tej płycie Nick Cave objawił bardziej swoją fascynację amerykańskim południem oraz jego przedstawicielami takimi jak Elvis Presley oraz Blind Lemon Jefferson.
Tytuł albumu to odniesienie do Jesse Garona Presleya, brata bliźniaka Elvisa Presleya, który urodził się martwy.

## Utwory
1. "Tupelo" – 7:17
2. "Say Goodbye to the Little Girl Tree" – 5:10
3. "Train Long-Suffering" – 3:49
4. "Black Crow King" – 5:05
5. "Knockin' on Joe" – 7:38
6. "Wanted Man" – 5:27
7. "Blind Lemon Jefferson" – 6:10
8. "The Six Strings that Drew Blood" – 4:50 (tylko na CD)
9. "Tupelo" (wersja singlowa) – 5:01 (tylko na CD)

## Trivia
- "Tupelo" utwór luźno oparty na piosence Johna Lee Hookera o tym samym tytule, który opowiada o powodzi w Tupelo (Missisipi) (Oryginalne wykonanie Hookera jest zamieszczone na płycie Original Seeds).
- Tupelo to także miejsce urodzenia Elvisa Presleya. Piosenka Cave'a łączy w sobie wizję narodzin Elvisa oraz apokalipsy podczas powtórnego przyjścia Jezusa Chrystusa.
- "Wanted Man" jest wersją piosenki skomponowanej przez Boba Dylana oraz Johnny'ego Casha. Cave otrzymał zgodę na zmianę tekstu. W jego interpretacji zawarte zostały odniesienia do jego przyjaciół, jak na przykład do Polly Borland.
- Nagrano w Hansa Studios, Berlin.

## Skład zespołu
- Nick Cave – wokal, harmonijka ustna
- Mick Harvey – gitara, gitara basowa, instrumenty perkusyjne
- Blixa Bargeld – gitara
- Barry Adamson – gitara, gitara basowa, instrumenty klawiszowe